# アレン・アイルランド
アレン・アイルランド（英語: Alleyne Ireland, 1871年1月19日 - 1951年12月23日）は、イギリスの旅行家。イギリスの熱帯植民地統治に関する著述で知られる。シカゴ大学委員、王立地理学会特別会員。コーネル大学、シカゴ大学、ローウェル・インスティテュートで教鞭を執った。

## 生涯
1871年、イギリスに生まれ、ベルリン大学で学ぶ。主に植民地統治に関する専門家として、アメリカの雑誌などに広く執筆活動を行う。
1901年、米シカゴ大学の招きにより、植民地運営研究の委員に任命される。約3年間にわたり極東に派遣され、イギリス、フランス、オランダ、そして日本による朝鮮統治のシステムを研究する。またフィリピンに6カ月間滞在している。1902年から1904年にかけて、イギリスの熱帯植民地統治に関する記事をタイムズ紙に寄稿した。コーネル大学、ローウェル・インスティテュートなどで教鞭をとり、ニューヨーク・ワールド紙の編集スタッフを務めた。

## 研究内容・業績
- ジョーゼフ・ピューリツァーの個人秘書を務めたことがあり、その経験は『An Adventure with a Genius: Recollections of Joseph Pulitzer』として出版された。

### 植民地研究に関して
- アイルランドは著書の中で、約40年にわたり世界中を回り、各国の政府と施政を研究してきたと語っている。訪れた国はイギリス、アメリカ、カナダ、オーストラリア、日本、フランス、ドイツ、デンマーク、インド、英領西インド諸島、仏領西インド諸島、英蘭領マレー半島、仏領インドシナ、英領ボルネオ、フィリピン諸島、その他散在する様々な植民地である。
- 1926年の時点で3冊の植民地研究の本を執筆している。極東のイギリスによるビルマやマレーシア統治、アメリカによるフィリピン統治、オランダによるジャワ島統治、フランスによるインドシナ統治である。この他に日本による朝鮮統治を現地に滞在して分析、1926年にその成果を『The New Korea』として、ニューヨークから出版している。
- その研究方法は、自身の豊富な経験やデータ分析、地政学を用いて中立的な立場で現実を把握することに努めており、当時のメディアから高い評価を受けていた。例えば、『ライフ』誌や『ボストン・ポスト』紙など当時のメディアから高い評価を受けている。また、『スプリングフィールド・リパブリンカン』紙は、「政治（行政）分野で現存する最高位の権威の一人である。アイルランド氏は植民地統治の作品でよく知られている。同分野の英語による書籍で、その途方もなく豊かな構成と内容に匹敵するものはない』」と評している。

### 日本の朝鮮統治研究に関して
- 『The New Korea』（1926年）は日韓併合前後の記録として、朝鮮学や日本統治を記録した貴重な文献の一つとされる。同じく当時を知る文献としてイザベラ・バードやシャルル・ダレの著作が挙げられるが、アイルランドの場合はシカゴ大学から派遣された専門家として、他の欧米による植民地政策との比較や地政学を用いて、第三者的な立場で日本の朝鮮統治を評価している。商業的な目的や探検家、宣教師とは全く違う立場であり、同時代の世界情勢の中で日韓併合を分析しているという点で、稀有な記録である[1]。
- 朝鮮総督府第3代・第5代斎藤実総督、および政務総監である有吉忠一の手腕を高く評価している。

## 著作
著作には植民地研究の他、ジョーゼフ・ピューリツァーに関するものがある。日本語に翻訳された著作は『The New Korea』（1926年）のみである（2013年現在）。
- Tropical Colonization (Macmillan, London, 1899)[2]
- The Anglo-Boer Conflict: Its History and Causes (1900)
- China and the Powers: Chapters in the History of Chinese Intercourse with Western Nations (Laurens Maynard, Boston, 1902)[3]
- The Far Eastern Tropics: Studies in the Administration of Tropical Dependencies: Hong Kong, British North Borneo, Sarawak, Burma, the Federated Malay States, the Straits Settlements, French Indo-China, Java, the Philippine Islands (Houghton, Mifflin and Company, 1905)[4]
- The Province of Burma: A Report prepared on behalf of the University of Chicago (1907)
- Joseph Pulitzer: Reminiscences of a Secretary (1914)
- An adventure with a genius; Recollections of Joseph Pulitzer (1920)
- Democracy and the human equation (1921)
- The New Korea (E. P. Dutton & Company, 1926)
  - 桜の花出版編集部編『THE NEW KOREA 朝鮮が劇的に豊かになった時代』桜の花出版、2013年